# Hory Hostýnské
Hory Hostýnské byl název odbojové protikomunistické organizace operující na Holešovsku a Bystřicku v letech 1948–1951.
V září 1951 byli zbývající členové skupiny odsouzeni ve veřejném procesu k různým trestům včetně trestu smrti pro vedoucí členy.

## Historie

### Vznik a působení
Odbojová struktura vznikala již od komunistického převratu z února 1948 převážně z bývalých členů partyzánské brigády Jana Žižky. 
Faktický vznik je datován 26. června 1948, kdy skupinu založili Josef Čuba, Ladislav Smékal, Antonín Kohout a Jaroslav Rajnoch. Velitelem se stal nejstarší a nejzkušenější člen Josef Čuba, který byl považován i za ideologa skupiny. Centrum měla v obci Rajnochovice. Postupně se skupina rozšířila o další nespokojené občany z okolí, přidali se například Alois Kovář, Jan Stáhala, Josef Uhlář, Alois Hruška, Alois Doležal nebo Eduard Perutka.
V září téhož roku byly přijaty základní cíle: "vycvičit tým mužů odhodlaných a schopných v příhodné době podpořit zahraniční útok proti režimu vytvořením domácí fronty, shromáždit zbraně a střelivo, pomáhat ohroženým zatčením a jejich rodinám, získávat na tyto účely finanční prostředky, navázat na systém válečných úkrytů a budovat v horách kryty nové, upozorňovat na existenci protirežimních sil i na jejich program zastrašené obyvatelstvo, vystupovat proti nejagilnějším podporovatelům režimu a dát jim pocítit, že jejich nepravosti nezůstanou bez potrestání, obstarat si rádiové spojení se svobodným světem a šířením zpráv odtamtud tlumit účinky domácí propagandy a izolace obyvatel od světového dění."
Roku 1949 se novým velitelem skupiny stal mladší Jan Stáhala, kterému se posléze podařilo spojit s přerovskou odbojovou organizací s názvem Národní rada. Také se zmocnili zásob trhavin ze skladu v obci Loučka. Postupně začali přepadávat lokální komunistické funkcionáře. Mimo to rozšiřovali i protikomunistické letáky.
Téhož roku se ke skupině přidal útvar "Troják" vedený Rudolfem Sachrem. Ve stejné době se jim podařilo sestavit vysílačku, kterou posléze ukryl právě Sachr. Skupinu "Troják" tvořili například Ota Čala, Alois Šamánek, Zdeněk Pánek, Alois Lanžhotský, Josef Pala nebo František Dubják. Tato skupina však byla odhalena a v srpnu 1949 byli její členové pozatýkáni.
V létě 1949 vedení převzal zběhlý voják Vlastimil Janečka. Ten ve skupině odhalil dva informátory, jeden byl zastřelen a druhý uprchl. Státní propaganda smrti svého informátora patřičně využila pro pomluvení Hor Hostýnských. Jeho smrt také vedla k rozsáhlé zatýkací akci členů. V síti například uvázli i Josef Čuba a Antonín Kohout.
Zbytky skupiny sjednotil Miloslav Pospíšil, ale jejich pronásledování již bylo velmi silné. Pospíšil se s několika členy pokusil překročit hranici na Šumavě, ale neuspěli. Posléze již byli pronásledováni na každém kroku. Jako poslední šanci vnímali útěk na Slovensko za tamním odbojem. Sám Pospíšil byl však v lednu 1951 zadržen na vsetínském nádraží, jelikož neměl platné doklady.
Další významný člen skupiny Vladimír Rajnoch byl posléze udán a také zatknut. Poslední vedoucí člen František Motal byl zpozorován hlídkou SNB v květnu 1951 a na útěku zastřelen.

### Proces a tresty
Ve veřejném procesu, konaném ve Velkém kině v Gottwaldově (dnes Zlín) ve dnech 22.–26. května, byla skupina o dvacetipěti členech odsouzena, a to za dvojí vraždu, velezradu a rozvracení státu. Soudu předsedal JUDr. Vladimír Podčepický a prokuraturu řídil Emil Eichler. Padly čtyři rozsudky smrti. Popravenými byli Sigmund Bakala, Miloslav Pospíšil, Josef Čuba a Vladimír Rajnoch. Poprava byla provedena 4. září 1951 v Pankrácké věznici bez ohledu na podanou žádost o milost. Ostatky byly pohřbeny do hromadného hrobu.
Dalšími tresty byly: Metoděj Čech na doživotí, Josef Gregor  na 12 let, Vojtěch Heize na 8 let, Josef Jukl na 25 let, Antonín Kohout na 20 let, Vladimír Kohout na 4 roky, Josef Krejčí na 24 let, Ladislav Pala na doživotí, Vladimír Pírek na 13 let, Ladislav Pospíšil na 14 let, Vincenc Ráček na 12 let, Jaroslav Rajnoch na 18 let, Alois Sedlařík na 23 let, Karel Sedlařík na 15 let, Jan Šindelka na 6 let, Zdeněk Šmora na 8 let, Josef Uhlář na 15 let a Jan Stáhala na 23 let. Soud také uložil podle § 48 zákona č. 231/48 Sb. pro všechny odsouzené peněžité pokuty od 10 000 do 50 000 Kčs a konfiskaci veškerého majetku.